# ラグーナ・デル・ウンコ
ラグーナ・デル・ウンコ (Laguna del Hunco) は、太古の昔に現在のアルゼンチン・チュブ州北西部にあたる地域に存在したカルデラ湖、及びその湖があった場所にあたる地点の名前。